# أسطول الحرية لغزة 2025
أسطول الحرية لغزة 2025م هو أسطول بحري وبعثة إنسانية دولية نظمت من طرف تحالف أسطول الحرية بهدف كسر الحصار الإسرائيلي الشامل المفروض على قطاع غزة منذ 2023م وإيصال المساعدات الإنسانية وتخفيف الأزمة الإنسانية في غزة. قادت الأسطول سفينة «مادلين» - وهي سفينة شراعية أُعيدت تسميتها تكريمًا للصيادة الفلسطينية «مادلين كُلاب». مادلين هي السفينة رقم 36 في إطار محاولات تحالف أسطول الحرية لكسر الحصار الذي فرضته سلطات الاحتلال الإسرائيلي على قطاع غزة منذ عام 2007م.
يأتي هذا بعد تعرض السفينة التي كان من المقرر أن تقود الأسطول «سفينة الضمير العالمي» - أو «كونساينس» - لهجوم بطائرات بدون طيار في المياه الدولية قبالة جزيرة مالطا في 2 مايو 2025م. انطلق الأسطول من مدينة قطانية بـصقلية في 1 يونيو 2025م، محملاً بإمدادات مثل حليب الأطفال، والطحين، والحفاظات، والمستلزمات الطبية، والأطراف الاصطناعية للأطفال. كان على متن السفينة ناشطة المناخ السويدية غريتا ثونبرچ، وعضوة البرلمان الأوروبي الفرنسية ريما حسن.
في صباح 9 يونيو/حزيران، تعرضت سفينة «مادلين» للقرصنة و الاختطاف من قِبل القوات الإسرائيلية في المياه الدولية وصعدت عليها بعد نشر مُسيرات وتشويش الاتصالات.
في 13 يوليو 2025، انطلقت السفينة حنظلة من إيطاليا نحو غزة ضمن تحالف أسطول الحرية، متجاوزة النقاط التي وصلت إليها سفن سابقة مثل "مرمرة" و"مادلين"، وحملت على متنها نشطاء ومساعدات رمزية، قبل أن يتم اعتراضها من قبل البحرية الإسرائيلية.

## الخلفية

### الحصار الإسرائيلي على غزة
يُفرض الحصار الإسرائيلي على قطاع غزة منذ عام 2007، عقب سيطرة حركة حماس على القطاع. ويشمل هذا الحصار قيودًا شديدة على حركة البضائع والأفراد من وإلى القطاع، سواء عبر المعابر البرية أو عبر البحر. وتفرض إسرائيل قيودًا صارمة على دخول المواد الأساسية مثل الوقود ومواد البناء، بالإضافة إلى فرض منطقة صيد بحرية محدودة للصيادين الغزيين.
منذ اندلاع الحرب الفلسطينية الإسرائيلية في أكتوبر من عام 2023، تفاقم وضع الحصار على القطاع وأعلنت إسرائيل حصارا شاملا على غزة في 9 أكتوبر 2023, مما قطع إمدادات القطاع من الوقود والمواد الغذائية، وأدى ذلك إلى انقطاع التيار الكهربائي عن غزة. تم التخفيف من حدة الحصار لاحقا, مع السماح بإدخال أولى الإمدادات في 21 أكتوبر 2023, لكن رغم ذلك، فقد عانى القطاع من أزمة إنسانية بسبب القيود المفروضة على كمية المساعدات.
فرضت إسرائيل حصارًا كاملًا على دخول المساعدات الإنسانية إلى غزة في 2 مارس 2025، بعد انهيار وقف إطلاق النار المؤقت مع حركة حماس. استمر هذا الحصار لمدة تقارب 11 أسبوعًا، مما أدى إلى تفاقم الأزمة الإنسانية في القطاع. وفي 19 مايو، سمحت إسرائيل بدخول محدود للمساعدات الإنسانية إلى غزة تحت ضغط دولي متزايد. منذ 26 مايو, بدأت مؤسسة غزة الإنسانية (GHF)، وهي منظمة مدعومة من الولايات المتحدة وإسرائيل، في توزيع المساعدات داخل غزة.
الهجوم على أسطول الحرية لغزة 2025
في 2 مايو 2025، تعرضت سفينة "الضمير" (Conscience)، التابعة لتحالف "أسطول الحرية"، لهجوم بطائرتين مسيرتين أثناء إبحارها في المياه الدولية على بُعد حوالي 14 إلى 17 ميلًا بحريًا من سواحل مالطا. كانت السفينة في مهمة إنسانية تهدف إلى كسر الحصار الإسرائيلي المفروض على غزة وتوصيل مساعدات إنسانية إلى القطاع.
ردًا على هذا الهجوم، أطلق التحالف مهمة جديدة باستخدام سفينة أخرى تُدعى "مادلين" (Madleen)

## الاسطول
أبحر أسطول الحرية من مدينة كاتانيا في صقلية يوم 1 يونيو 2025، بقيادة السفينة "مادلين" (التي كانت تُعرف سابقًا باسم "باركارول")، حاملةً مساعدات إنسانية تشمل: حليب أطفال، طحين، أرز، حفاضات، مستلزمات نسائية للدورة الشهرية، أدوات لتحلية المياه، مستلزمات طبية، عكازات، وأطراف صناعية للأطفال.
تحمل السفينة على متنها 12 ناشطا من جنسيات متعددة ,من بين الركّاب الناشطة البيئية السويدية غريتا ثونبرغ، وعضوة البرلمان الأوروبي الفرنسية ريما حسن.

## التقدم
في 3 يونيو 2025، تم رصد طائرة مسيّرة تحوم بالقرب من سفينة "مادلين"، ما دفع طاقم السفينة إلى إطلاق نداء عاجل للمجتمع الدولي لتوفير الحماية الدولية. وتشير التقارير إلى أن طائرة مسيّرة تابعة لخفر السواحل اليوناني كانت تتابع السفينة عن كثب. وفي 4 يونيو بعد الظهر، أُبلغ عن وجود السفينة بالقرب من جزيرة كريت. وفي 5 يونيو، قامت السفينة بتغيير مسارها مؤقتًا من أجل تقديم المساعدة لقارب صغير يحمل مهاجرين في عرض البحر.

## اعتراض إسرائيلي وصعود على متن سفينة
في 8 يونيو، أفاد الركاب أن قوارب كانت تحلق حول سفينة مادلين، وأن إنذار السفينة قد انطلق. استعدوا لاعتراضها، لكن القوارب تفرقت في النهاية، ووصف الركاب الحادث لاحقًا بأنه "إنذار كاذب مستبعد". ] كما أفاد ائتلاف أسطول الحرية (FFC) أن طائرتين إسرائيليتين بدون طيار رباعيتي المراوح حاصرتا السفينة ورشتا مادة بيضاء تشبه الطلاء وصفها الركاب بأنها مهيجة. بعد ذلك بوقت قصير، أفاد ائتلاف أسطول الحرية بفقدان الاتصال بالركاب، وصعد الجيش الإسرائيلي على متن السفينة.
أفادت صحيفة جيروزالم بوست وهيئة الإذاعة العامة الإسرائيلية أن السفينة وطاقمها قد نُقلوا إلى ميناء إسدود الإسرائيلي، على الرغم من تعديل هذا لاحقًا للإشارة إلى أن السفينة وطاقمها كانوا رهن الاحتجاز الإسرائيلي وفي طريقهم إلى أسدود.
في واليلالساعة 3:00 صباحًا من يوم 9 يونيو 2025، أحاطت قوارب تابعة إلى البحرية الإسرائيلية من شايطيت 13 سفينة "مادلين" في المياه الدولية على بعد حوالي 185 كيلومترًا من غزة، في عرض البحر الأبيض المتوسط وفق ما أظهره بث مباشر لناشطين على متن المركب، حيث أُطلقت صفارات الإنذار على متنها تحذيرا من اقتراب القوارب الإسرائيلية منها، وقال ناشطون على متن القارب إن الجيش الإسرائيلي رشهم بسائل أبيض. وسحبتها إلى أسدود . ووفقًا للمسؤولين الإسرائيليين، فقد أمروها بالعودة قبل الصعود إليها. أثناء الصعود، ألقى ركاب السفينة هواتفهم المحمولة وجهاز كمبيوتر محمولًا في البحر. استسلم ركاب السفينة للسلطات الإسرائيلية دون مقاومة. وشمل الركاب (إلى جانب جنسياتهم)،
- الناشطة غريتا ثونبرغ (السويد)
- عضو البرلمان الأوروبي ريما حسن (فرنسا)
- ياسمين أكار (ألمانيا)
- بابتيست أندريه (فرنسا)
- تياجو أفيلا (البرازيل)
- الصحفي في قناة الجزيرة عمر فياض (فرنسا)
- باسكال موريراس (فرنسا)

بلاست
- الصحفي * يانيس محمدي (فرنسا)
- سوايب أوردو (تركيا)
- سيرجيو توريبيو (إسبانيا)
- ماركو فان رين (هولندا)
- ريفا سيفيرت فيارد (فرنسا)

ولاحقًا، أعلنت"إئتلاف أسطول الحرية" أن الجيش الإسرائيلي استولى على سفينة "مادلين" التي كانت تحاول توصيل مساعدات إلى غزة. ووصفت الحادثة بأنها "هجوم" و"اقتحام غير قانوني". وأكدت وزارة الخارجية الإسرائيلية لاحقًا أن العملية نُفذت تحت سلطة إسرائيلية.

## الاستجابة وردود الفعل

### إسرائيل
وسخرت وزارة الخارجية الإسرائيلية من الأسطول ووصفته بأنه "يخت سيلفي للمشاهير"، ووصفت المهمة بأنها "حيلة" ووصفت ثونبرج، البالغة من العمر 22 عامًا، بأنها "معادية للسامية".
قال الجيش الإسرائيلي لصحيفة جيروزاليم بوست إن أسطول الحرية لن يُسمح له بالرسو في غزة. وفي التاسع من يونيو/حزيران، كرر وزير الدفاع الإسرائيلي يسرائيل كاتس هذا الأمر، وغرد على تويتر: «لقد أصدرت تعليماتي لقوات الدفاع الإسرائيلية بالتحرك لمنع أسطول الكراهية "مادلين" من الوصول إلى شواطئ غزة ـ واتخاذ كل التدابير اللازمة لتحقيق هذه الغاية».

### دوليًا
في الثاني من يونيو/حزيران، دعا خبراء الأمم المتحدة إلى توفير ممر آمن للسفينة "مادلين". وأشار نائب رئيس الوزراء ووزير الخارجية الأيرلندي سيمون هاريس إلى السفينة مادلين باعتبارها "جهدًا لا يصدق لإيصال الغذاء والدواء إلى الشعب الجائع في غزة"؛ كما أعرب عضو البرلمان البريطاني جيريمي كوربين عن دعمه للرحلة.

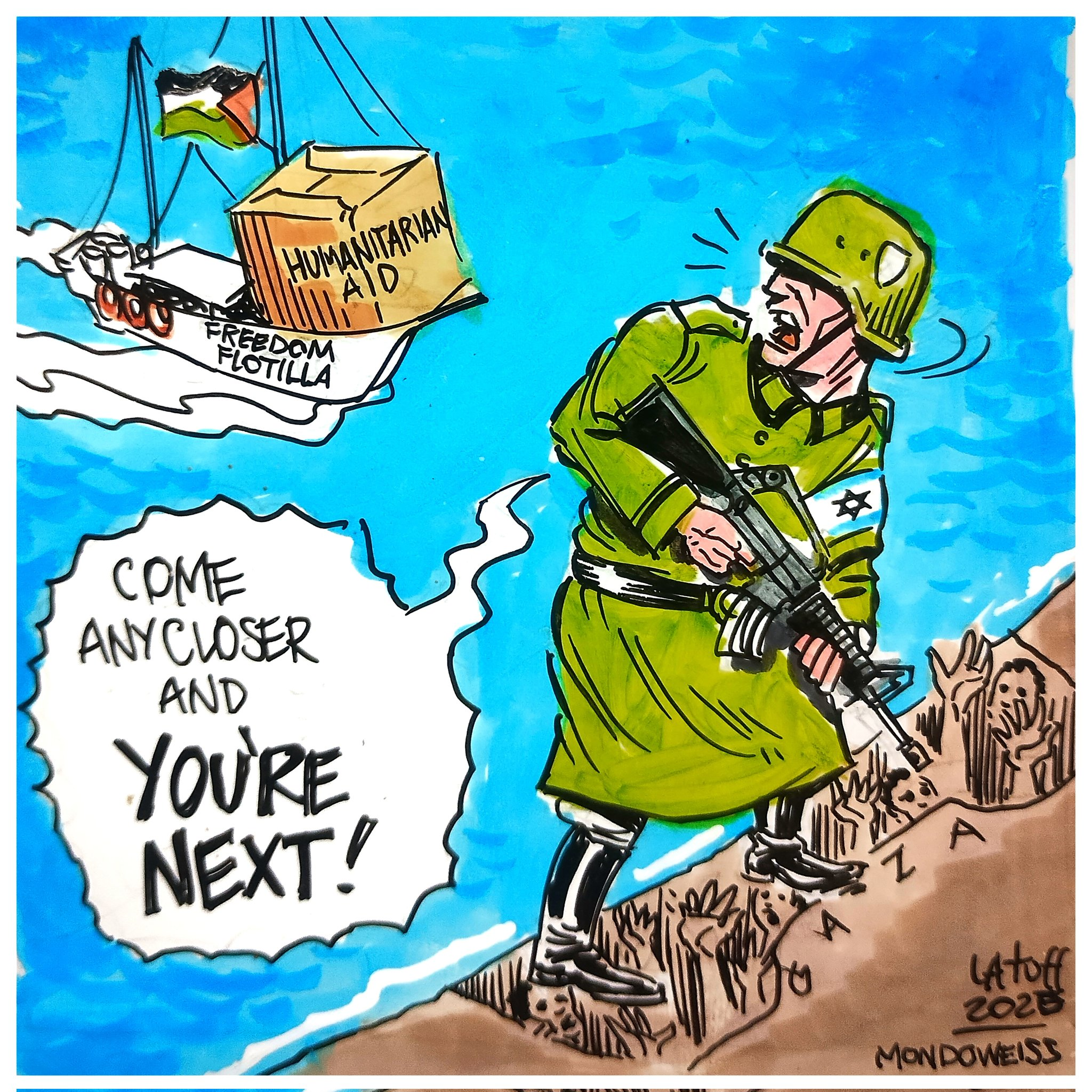
رسم كاريكاتوري سياسي لكارلوس لطوف حول رد الفعل الإسرائيلي على أسطول الحرية

دعا السيناتور الأمريكي ليندسي غراهام إلى مهاجمة الأسطول، وكتب: "أتمنى أن تتمكن غريتا وصديقاتها من السباحة!". وردّ الصحفي مهدي حسن قائلاً: "هدد سيناتور أمريكي حالي قافلة مليئة بالنشطاء السلميين - بمن فيهم غريتا ثونبرغ - بالقصف. من الصعب وصف مدى اختلال بعض مؤيدي إسرائيل اجتماعيًا وجنونهم وإجرامهم".

### إعتراض السفينة
تحالف أسطول الحرية
في بيان صحفي، قال ائتلاف أسطول الحرية إن الغارة "تنتهك القانون الدولي بشكل صارخ، وتتحدى أوامر محكمة العدل الدولية الملزمة التي تشترط وصول المساعدات الإنسانية إلى غزة دون عوائق". وأضاف أن احتجاز نشطائه "تعسفي وغير قانوني، ويجب إنهاؤه فورًا". كما نشر على مواقع التواصل الاجتماعي مقاطع فيديو سجلها النشطاء على متن السفينة مسبقًا تحسبًا لأي غارة إسرائيلية على الأسطول.
إسرائيل
بعد الاستيلاء على السفينة، قالت الحكومة الإسرائيلية إن حمولة الأسطول تعادل أقل من حمولة شاحنة كاملة من المساعدات، وسخر متحدث باسم الحكومة الإسرائيلية من الأسطول ووصفه بأنه " نشاط إنستغرام ".
وصف قائد البحرية الإسرائيلية السابق، إيلي ماروم، تعامل إسرائيل مع أسطول الحرية لغزة بأنه فشل دبلوماسي، مشيرًا إلى أنه كان ينبغي حل المشكلة دبلوماسيًا بدلًا من العمل العسكري، كما حدث في حالات سابقة. وأضاف ماروم أن حصار غزة المفروض منذ عام ٢٠٠٥ و"المعترف به عالميًا"، ضروري لأمن إسرائيل. وقال إن السماح للسفينة بالمرور يُقوّض الحصار، وقد يفتح الباب أمام السفن الإيرانية للوصول إلى غزة خلال أشهر.
حماس
أدانت حركة حماس بأشد العبارات اعتراض السفينة التضامنية ووصفتها ب "جريمة القرصنة" التي ارتكبتها قوات الاحتلال الصهيوني في المياه الدولية، ومنعها بالقوة من الوصول إلى قطاع غزة، واقتيادها إلى ميناء أسدود، واحتجاز من على متنها من متضامنين دوليين قدموا في مهمة إنسانية تهدف إلى كسر الحصار وفضح جريمة التجويع، واعتبرت أن “مادلين” ومعها قوافل الصمود البرية القادمة من الجزائر وتونس والأردن وغيرها، تشكل شهادة حيّة على فشل آلة الدعاية الصهيونية، وعلى امتداد التضامن الشعبي والإنساني مع غزة المحارة».
دوليًا
ووصف مجلس العلاقات الأمريكية الإسلامية اعتراض السفينة مادلين من قبل الجيش الإسرائيلي بأنه "عمل صارخ من أعمال القرصنة الدولية والإرهاب الحكومي".

## روابط خارجية
- مادلين تراكر freedomflotilla.org